# Chomérac
Chomérac é uma comuna francesa na região administrativa de Auvérnia-Ródano-Alpes, no departamento de Ardèche. Estende-se por uma área de 18,94 km². Em 2010 a comuna tinha 3 193 habitantes (densidade: 168,6 hab./km²).